# Iris Love
Iris Cornelia Love (1 de agosto de 1933-Manhattan, 17 de abril de 2020) fue una arqueóloga clásica estadounidense, conocida por el redescubrimiento del Templo de Afrodita en Cnido. 

## Carrera temprana
Iris Love nació en 1933, en Nueva York, hija de Cornelius Love y Audrey Josephthal, una tataranieta materna de Meyer Guggenheim.
Desde temprana edad, se interesó por la arqueología y la historia del arte, alentó a los expertos que frecuentaban la casa de sus padres, como el director del Museo Metropolitano de Arte James Rorimer y la arqueóloga Gisela Richter.
Completó su Bachillerato en Artes en Smith College, que incluyó un año en el extranjero en la Universidad de Florencia. Durante la búsqueda de su tesis de licenciatura en Italia, comparó las figuras guerreras etruscas en el Museo Arqueológico Nacional de Florencia con las del Met en Nueva York y concluyó que la última era falsificación de viviendas. Por respeto a sus conexiones en Nueva York, inicialmente dudó en publicar sus justificaciones, y decidió advertirlas cuando estaba lista para publicar los hallazgos en 1960. El museo tomó represalias al anunciar las falsificaciones al The New York Times, sin reconocer su trabajo.
Love nunca terminó los inicios de su doctorado en la Universidad de Nueva York, sino que trabajó en una excavación en la isla de Samotracia en el Mar Egeo desde 1957 hasta 1965. Más tarde se convirtió en profesora asistente en la Universidad CW Post Long Island (LIU Post).

## Cnidos y controversia
Fue más conocida por su trabajo arqueológico en Cnidos, que comenzó cuando viajó allí con el arqueólogo turco Aşkıdil Akarca y continuó después de recaudar fondos de la Universidad de Long Island para realizar más excavaciones anualmente. En 1969, su equipo descubrió una base que Love pensó que eran los restos del Templo de Afrodita, confirmando el instinto con las inscripciones encontradas al año siguiente.
El descubrimiento atrajo la atención de los medios internacionales cuando se presentó en la reunión anual del Instituto Arqueológico de América, y atrajo a muchos invitados famosos al sitio de excavación, incluidos Mick Jagger y Bianca Jagger. Esta fanfarria puso en duda la interpretación de Love, y los críticos la acusaron de convertir la excavación en un lugar exclusivo de vacaciones. 
En el año 1970 estuvo involucrada en otra controvertida discusión de investigación. Ella creía haber encontrado la cabeza original de Afrodita del artista Praxíteles en los depósitos del Museo Británico, que habría sido uno de los descubrimientos más espectaculares en la historia del arte antiguo. El curador grecorromano Bernard Ashmole impugnó vehementemente esta interpretación (y la implicación de que para entonces había pasado por alto la obra maestra), suscitando una disputa en la prensa. Con esta reprimenda, se concentró en la búsqueda de la estatua en excavaciones continuas, con numerosas trincheras de búsqueda profundas creadas que todavía dan forma al área de los antiguos Cnidos.
El gobierno turco revocó su licencia de investigación para Cnido y comenzó varios proyectos de investigación nuevos, incluso en Ancona y el Golfo de Nápoles, donde buscó principalmente otros santuarios de Afrodita. Posteriormente se retiró de la arqueología, viviendo entre Grecia, Italia y Nueva York, donde vivió durante muchos años con la conocida periodista sensacionalista Liz Smith y se dedicó a criar perros salchicha, por lo que ganó varios premios.
Murió a los ochenta y seis años el 17 de abril de 2020 en New York-Presbyterian/Weill Cornell Medical Center en Manhattan de COVID-19.

## Publicaciones notables
- A stylistic discussion concerning the authenticity of the three Etruscan warriors in the Metropolitan Museum of Art. In: Marsyas. Studies in the history of art. Nr. 9, 1960–1961, S. 14–35.
- Kantharos or Karchesion? A Samothracian contribution. In: Lucy Freeman Sandler (Hrsg.): Essays in memory of Karl Lehmann. New York 1964, S. 204–222.
- Knidos-excavations in 1967, Turkish Archaeology Magazine
- Knidos-excavations in 1968. Turkish Archaeology Magazine, No. 17,2, 1968, S. 123–141.
- A preliminary report of the excavations at Knidos, 1969, American Journal of Archaeology. No. 74, 1970, 149–155.
- Preliminary report of the excavations at Knidos, 1970, American Journal of Archaeology. No. 76, 1972, S. 61–76.
- A preliminary report of the excavations at Knidos, 1971. In: American Journal of Archaeology. No. 76, 1972, S. 393–405.
- Excavations at Knidos, 1971. In: Turkish Archaeology Magazine. No. 20,2, 1973, S. 97–109.
- Excavations at Knidos 1972. In: Turkish Archaeology Magazine. No. 21,2, 1974, S. 85–96.
- A preliminary report of the excavations at Knidos, 1972. In: American Journal of Archaeology. No. 77, 1973, S. 413–424.
- A brief summary of excavations at Knidos 1967–1973. In: Ekrem Akurgal (Hrsg.): The proceedings of the Xth International Congress of Classical Archaeology, Ankara – Izmir 23.–30.IX.1973. Türk Tarih Kurumu, Ankara 1978, S. 1111–1133.
- Ophiuchus Collection. Florence 1989, ISBN 88-7038-174-9.
- John H. Davis: Die Guggenheims. Raubritter und Menschenfreunde. Aus dem Englischen von Rosemarie Winterberg. Schweizer Verlagshaus, Zürich 1984, ISBN 3-7263-6433-1, S. 368–377, 393–395.
- Michael Gross: Rogues' Gallery. The secret history of the moguls and the money that made the Metropolitan Museum. Broadway Books, New York 2009, ISBN 978-0-7679-2488-7, S. 256–258 (input from Oscar White Muscarella)